# بسکرویل (ویرجینیا)
بسکرویل (به انگلیسی: Baskerville) یک منطقهٔ مسکونی در ایالات متحده آمریکا است که در شهرستان مکلنبرگ، ویرجینیا واقع شده‌است.